# Smash!!
Smash!!是來自俄羅斯的男子雙人歌唱團體，團員為黑髮的賽奇·拉查列夫和金髮的法蘭·特帕洛夫，他們因演唱一曲Belle而竄紅，被簽入環球唱片公司旗下。但這個團體在他們發行第二張專輯後就因為賽奇·拉查列夫的離團而瀕臨瓦解。2005年法蘭·特帕洛夫獨撐大局，以Smash!!的名字發行了第三張專輯《Evolution》，之後法蘭·特帕洛夫也開始以自己的名字發行歌曲專輯，Smash!!正式解散。
他們主要以英語歌唱，唱片主要銷售到東歐跟東南亞，他們在俄羅斯與東南亞很受到青少年的歡迎。

## 歷年專輯
- 2003  Freeway
- 2004  2Nite
- 2005 Evolution

## 外部連結
- （俄文）（英文） Last.fm Page（页面存档备份，存于）